# Ульк (собака)
Ульк (16 сентября 1932, Сантьяго — 6 сентября 1942) — немецкий дог, любимая собака президента Чили Артуро Алессандри, ставшая символом его второго срока правления (1932—1937).

## Биография
Ульк прославился, сопровождая Алессандри в его ежедневных прогулках по Сантьяго. Он жил в Президентском дворце и часто прерывал даже официальные церемонии.
«Однажды, когда некий европейский посол с торжественностью вручал президенту верительные грамоты, появилось это огромное животное, у которого дипломат вызвал большую симпатию: Ульк встал на задние лапы, практически обнял его и завершил выражение своей приязни долгими облизываниями лица обескураженного гостя».
Рассказывают, как однажды в знаменитой сантьягской кофейне Café Torres группа фермеров привела ещё одного дога, чтобы подшутить над президентом. Собаки подрались, и их пришлось разнимать водой.
После смерти Улька в 1942 году Алессандри поручил забальзамировать тело своего питомца. В 1984 году чучело было передано Национальному историческому музею Чили в Сантьяго, где сегодня выставлено на широкое обозрение.

## Влияние
С Улька берет свое начало традиция президентских собак в Чили. Сын Артура Алессандри, 27-й президент Чили, Хорхе Алессандри, был хозяином сразу двух собак породы боксер по кличке Царь и Капитан. До самого свержения Сальвадора Альенде с ним жила немецкая овчарка Чагуаль. Собаки есть у нынешнего президента Чили Габриэля Борича и его предшественника Себастьяна Пиньеры.

## Галерея

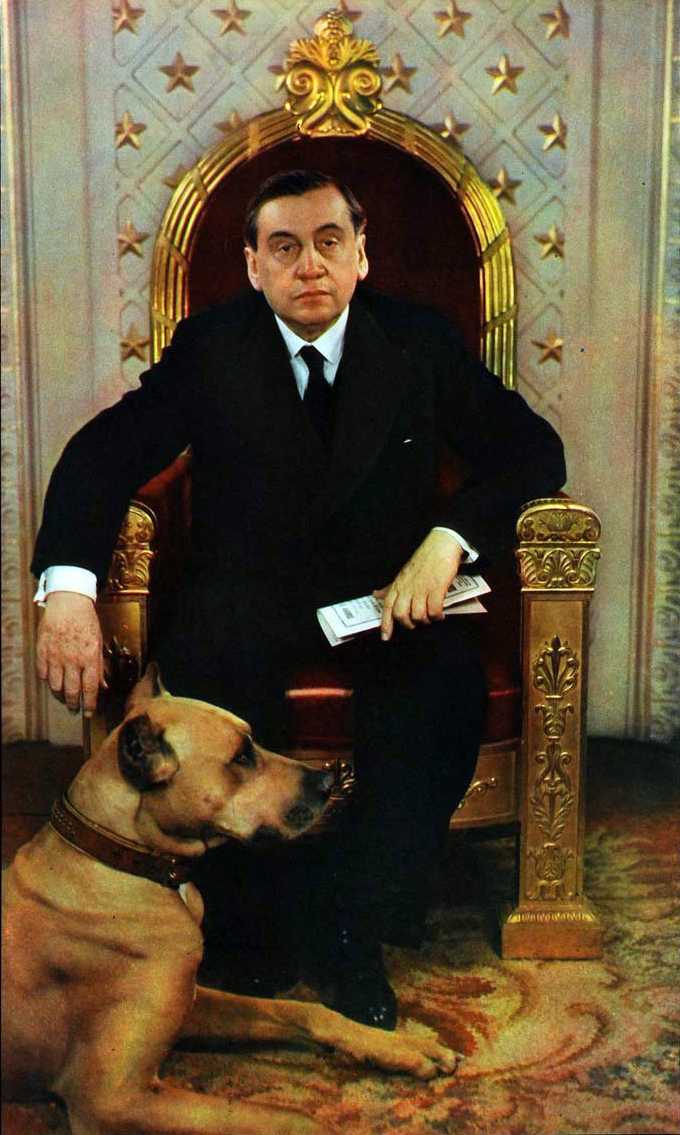
Официальный президентский портрет Алессандри с Ульком
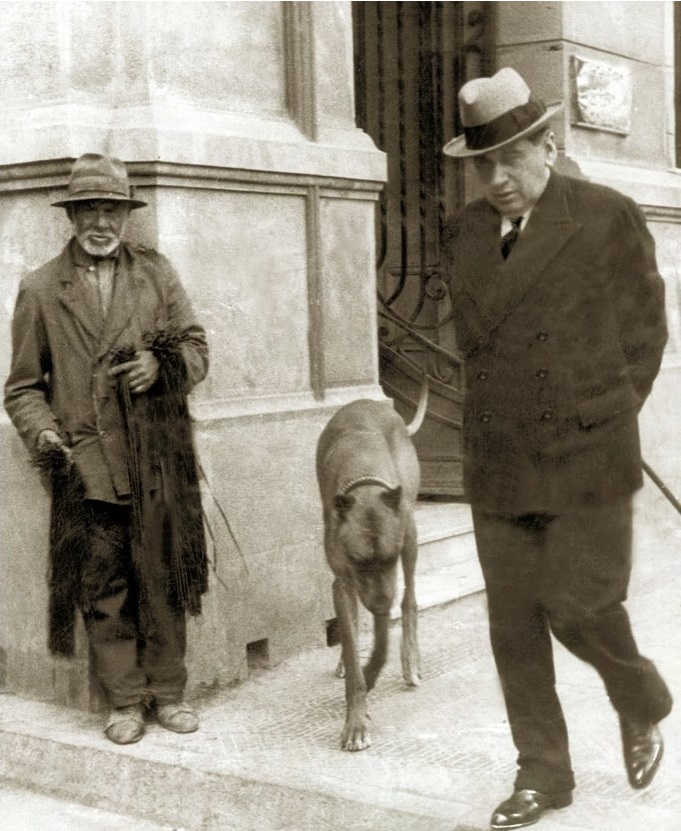
Алессандри с Ульком на прогулке по Сантьяго
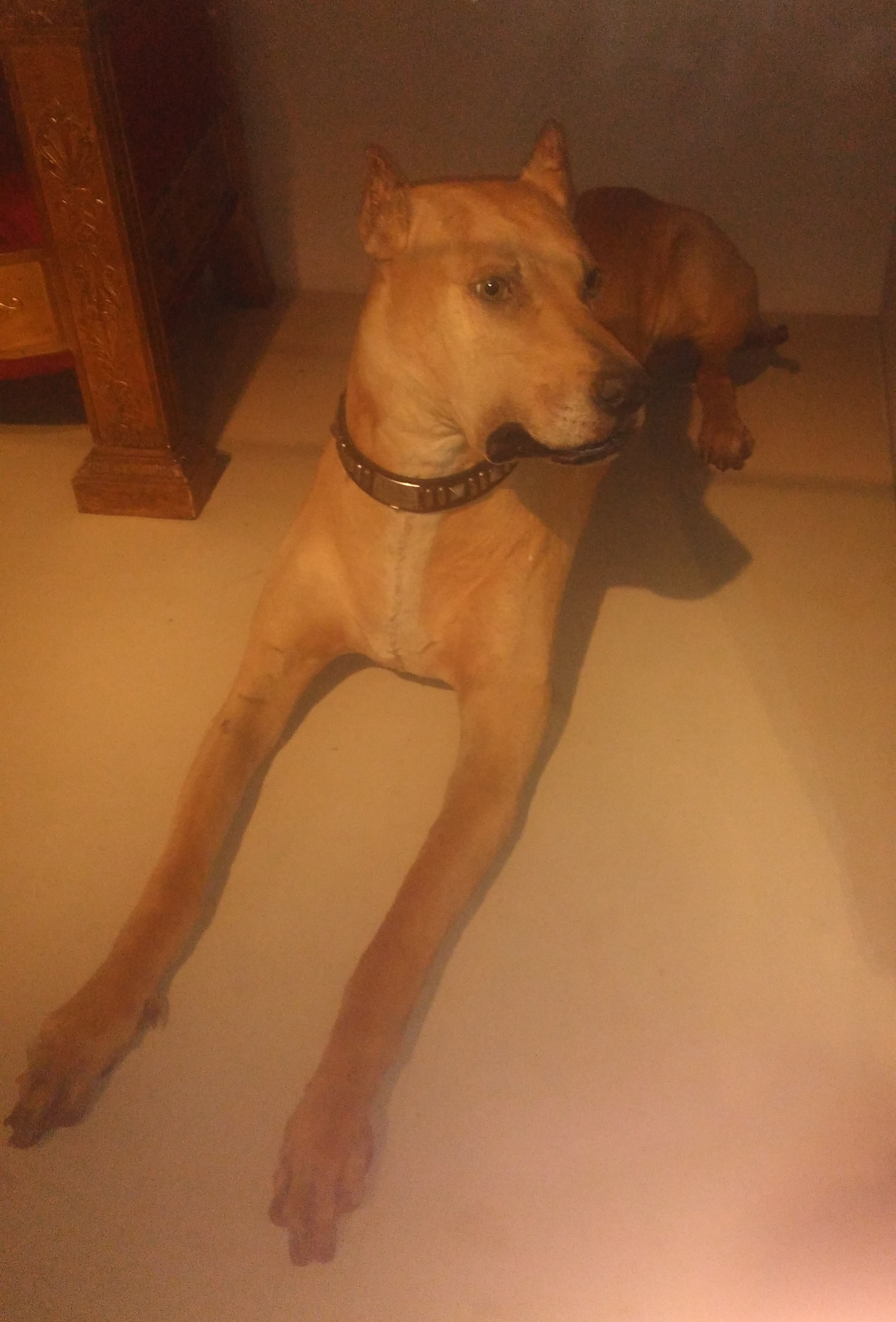
Чучело Улька в Национальном историческом музее Чили